# Лютеркофен-Ихертсвиль
Лютеркофен-Ихертсвиль (нем. Lüterkofen-Ichertswil) — коммуна в Швейцарии, в кантоне Золотурн. 
Входит в состав округа Бухегберг. Население составляет 723 человека (на 31 декабря 2007 года). Официальный код — 2455.

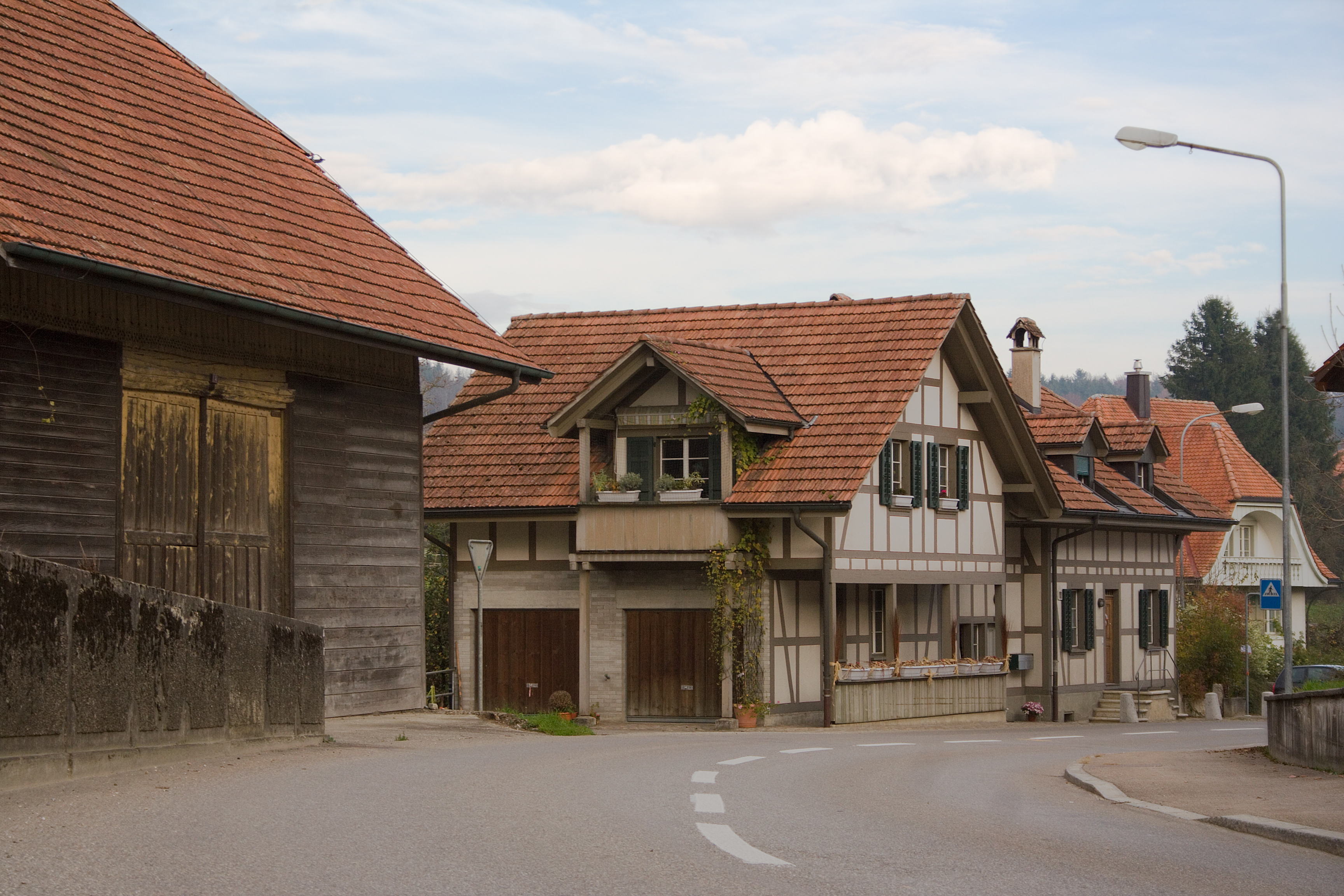
Лютеркофен-Ихертсвиль